# Immaculée Ilibagiza

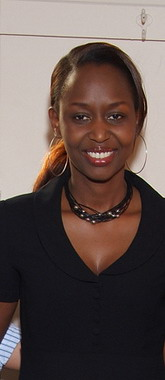
Immaculée Ilibagiza, 2007

Immaculée Ilibagiza (* 1972) ist eine ruandische Schriftstellerin. Sie gehört zur Volksgruppe der Tutsi und ist römisch-katholisch. Ihr erstes Buch Aschenblüte: Ich wurde gerettet, damit ich erzählen kann (englisch: Left to tell) aus dem Jahre 2006 ist ein autobiographisches Werk, in dem sie detailliert beschreibt, wie sie den Völkermord in Ruanda überlebte. Bis auf ihren ältesten Bruder Aimable wurde ihre gesamte Familie (Mutter, Vater und zwei Brüder) ermordet.
Weltweit verbreitet Immaculée ihre Botschaft und hält Reden über das Massaker. 2007 erhielt sie den Mahatma-Gandhi-Versöhnungs- und Friedenspreis.

## Werke
- Immaculée Ilibagiza (zusammen mit Steve Erwin): Left to Tell. Discovering God Amidst the Rwandan Holocaust. Hay House, Carlsbad CA 2006, ISBN 1-4019-0896-9.
  - Aschenblüte: Ich wurde gerettet, damit ich erzählen kann. dt. von Maria Zybak. Ullstein, Berlin 2008, ISBN 978-3-548-36981-5
- Immaculée Ilibagiza (zusammen mit Steve Erwin): Led by Faith. Rising from the Ashes of the Rwandan Genocide. Hay House, Carlsbad CA 2008, ISBN 978-1-4019-1887-3
- Immaculée Ilibagiza: Our Lady of Kibeho. Mary Speaks to the World from the Heart of Africa. Hay House, Carlsbad CA 2008, ISBN 978-1-4019-2378-5.